# Nan Goldin
Nancy „Nan” Goldin (ur. 12 września 1953 w Waszyngtonie) – amerykańska fotografka. Jej prace skupiają się wokół tematów seksualności, cielesności, intymności, LGBT, amerykańskiego kryzysu HIV lat 80. XX w., uzależnień. Jej najbardziej znaną pracą pozostaje The Ballad of Sexual Dependency (pol. Ballada o seksualnej zależności) z 1986 dokumentującą gejowską subkulturę po wydarzeniach ze Stonewall, przyjaciół i rodzinę Goldin. Żyje i tworzy pomiędzy Nowym Jorkiem, Berlinem i Paryżem.

## Życie i twórczość
Nancy Goldin urodziła się w 1953 w Waszyngtonie jako najmłodsza z czwórki dzieci. Dorastała w Bostonie, Massachusetts, na przedmieściach w dzielnicy Lexington w żydowskiej rodzinie z klasy średniej. Rodzice – Hyman i Lillian Goldin sami dorastali w biedzie. Pobrali się 1 września 1939. Dla Hymana jego studia na Harvardzie jako osoby żydowskiego pochodzenia były wg niego „największym osiągnięciem życiowym”. Pracował w dziale ekonomicznym w Federalnej Komisji Łączności. Po ukończeniu Lexington High School Nan zaczęła uczęszczać do Satya Community School w Lincoln, gdzie zaczęła fotografować w 1968 roku. Miała wtedy 15 lat. Jej pierwsza indywidualna wystawa odbyła się w 1973 roku w Bostonie. Zawierała głównie fotografie z wizyt w gejowskich i transseksualnych wspólnotach do których wprowadził ją przyjaciel David Armstrong. Goldin ukończyła The School of the Museum of Fine Arts/Tufts University w 1977/78 roku.
Po ukończeniu studiów przeprowadziła się do Nowego Jorku. Tam zaczęła dokumentować scenę muzyki Post-punk i New wave, subkulturę post-Stonewall końca lat 70. i początku 80. oraz nocne życie miasta. Fotografie wykonane między 1979 a 1986 przedstawiają subkultury dzielnicy The Bowery zażywające twarde narkotyki, prace te nazwała „Ballada o seksualnej zależności”. Tytuł pochodzi z musicalu Bertolta Brechta Opera za 3 grosze. Estetycznie kadrowane zdjęcia przedstawiają zażywanie narkotyków, przemoc, agresywne związki, zawierają elementy autobiograficzne. Większość postaci, które pojawiają się w „Balladzie” zmarła w latach 90. z powodu przedawkowania narkotyków albo chorując na AIDS, do osób tych zaliczali się bliscy przyjaciele oraz znajomi artyści Greer Lankton oraz Cookie Mueller. Oprócz „Ballady” ze zdjęć z The Bowery stworzyła dwie serie „I’ll be your mirror” (z piosenki The Velvet Underground z debiutanckiej płyty The Velvet Underground and Nico) oraz „All By Myself”.
Prace Goldin najczęściej prezentowane są w postaci pokazu slajdów, często pokazywane na festiwalach filmowych. Najbardziej znany pokaz trwał 45 minut, pokazano 600 zdjęć. Głównymi tematami jej wczesnych prac są: miłość, życie codzienne, seksualność, płeć. Często dokumentowała również kobiety patrzące w lustra, dziewczyny w łazienkach, drag queens, stosunki seksualne, ludzkie obsesje i uzależnienia. Zdjęcia często przedstawiają życia prywatne bliskich jej osób, które przez pokazy stają się jakby publicznymi.
Prace po 1995 roku obejmują szeroki zakres tematyki: wspólny projekt książki z japońskim fotografem Nobuyoshi Araki, panoramy Nowego Jorku, krajobrazy(zwłaszcza osób w wodzie), jej kochanka, Siobahn, dzieci, rodzicielstwo i życie rodzinne.
Goldin mieszka w Nowym Jorku oraz Paryżu, jednym z powodów jest to, że Centrum Pompidou stworzyło jej retrospektywną wystawę w 2002 roku. W tym samym roku upadła i uszkodziła sobie rękę, przez co jej sprawność zmalała.
W 2006 otworzono w Nowym Jorku wystawę „Chasing a Ghost”. Była to pierwsza instalacja, która zawierała obraz ruchomy z narracją i głosem lektora. 3 niepokojące ekrany przedstawiały jej siostrę, świętych i Sybille. W wideo można było zobaczyć samobójstwo Barbary oraz to jak Nan radzi sobie z tym poprzez tworzenie licznych fotografii.
W 2007 roku otrzymała nagrodę Fundacji Erny i Victora Hasselblad. Od 1992 roku jest reprezentowana przez Matthew Marks Gallery w Nowym Jorku oraz Yvon Lambert Galery w Paryżu.

## Krytycy
Niektórzy krytycy zarzucają jej popularyzowanie heroiny oraz stylu grunge, który został później wypromowany przez magazyny mody młodzieżowej np. The Face and I-D. W wywiadzie w 2002 roku Goldin nazywa siebie „Heroin Chic” by sprzedawać ubrania i perfumy „naganne i złe”.

## Wizerunek w filmach
Zdjęcia aktorki, która grała Lucy Berliner – Ally Sheedy w filmie High Art w 1998 były oparte na zdjęciach Goldin.